# غايتلغريما بنت غايمار الرابع
غايتلغريما كانت ابنة غايمار الرابع من ساليرنو وجيما. زوجها شقيقها جيزولف الثاني من ساليرنو إلى جوردان الأول من كابوا كما زوج شقيقتها سيكيلغايتا من روبرت جيسكارد.
بعد أن ترملت من جوردان، نالت الوصاية على أبنائها ريتشارد وروبرت وجوردان. تزوجت من ألفريد كونت سارنو وكان أن استقرت في سارنو في نهاية المطاف. طردها مواطنو كابوا من الذين انتخبوا الكونت لاندو أميرًا عليهم، وأخذت أولادها معها إلى أفيرسا. آوت أخاها جيزولف في سارنو في أيامه الأخيرة حيث دفن.